# George Francis Taylor
George Francis Taylor (... – 28 marzo 2011) è stato un numismatico, storico, archeologo e saggista britannico.

## Biografia
Taylor era un professore di inglese presso l'Università americana di Beirut nel 1960 e 1970. Era un membro della Royal Numismatic Society e contribuito a varie riviste di numismatica, con studi e documenti su monete antiche. Dopo il ritorno dalla sua posizione a Beirut, in Libano, ha continuato a insegnare presso il Technical College di Brighton, nel Sussex, Regno Unito.

## I templi romani del Libano
Taylor ha viaggiato nel Libano e ha documentato templi e siti archeologici antichi poco noti. Nel 1967 ha pubblicato un libro intitolato The Roman Temples of Lebanon (I Templi romani del Libano): una guida pittorica contenente rare informazioni su un argomento poco studiato.
Ha diviso i templi in tre gruppi, Tempio di Monte Hermon, Templi della Valle del Bekaa e Templi della pianura costiera libanese. Taylor ammise umilmente che era solo un dilettante a cercare di svelare gli antichi misteri del Libano e che la sua pubblicazione era un "libro scritto da un dilettante, per un dilettante". Questo non impedì che il libro venga usato come un riferimento autorevole sul tema per diversi decenni.